# Yitzhak Ben-Zvi
Yitzhak Ben-Zvi (hebraisk:יצחק בן צבי) (født 24. november 1884 i Poltava, Ukraine, død 23. april 1963 i Jerusalem, Israel) var en israelsk historiker og zionist han var Israels anden præsident (1952 – 1963).